# Жигулин, Анатолий Владимирович
Анато́лий Влади́мирович Жигу́лин (1 января 1930, Воронеж, СССР — 6 августа 2000, Москва, Россия) — советский и российский прозаик, поэт, автор ряда поэтических сборников и автобиографической повести «Чёрные камни» (1988).

## Биография
Родился в семье Владимира Фёдоровича Жигулина (род. 1902) и Евгении Митрофановны Раевской (1903 — 1999), правнучки участника Отечественной войны 1812 года, поэта-декабриста Владимира Раевского.
Отец, Владимир Фёдорович Жигулин, родился в селе Монастырщина, Богучарского района, Воронежской области, в многодетной крестьянской семье. Его предки приехали в Монастырщину из села Большой Верх (ныне с. Большой Верх, Лебедянского района, Липецкой области).
Мать, Евгения Митрофанова Раевская, родилась в Воронеже, в бедной многодетной семье. Хотела учиться в медицинском институте, но туда её, как дворянку, не приняли. Она окончила курсы телеграфистов и поехала работать на станцию Кантемировка. Там она познакомилась с В. Ф. Жигулиным, отцом поэта, который работал на почте.
С 1927 года родители Анатолия жили в слободе Подгорное, Подгоренского городского населения, Воронежской области.
Анатолий Жигулин родился 1 января 1930 года в Воронеже. Поэт родился случайно и раньше срока (восьмимесячным). Дело в том, что Евгения Митрофанова, мать поэта, поехала из Подгорного в Воронеж на похороны своей матери, которая умерла в последних числах декабря 1929 года. От волнений и переживаний матери, мальчик и родился раньше времени. Ребёнка еле-еле выходили. Крестили его там же, в Воронеже, но не в церкви, а на дому (был приглашён священник из Петропавловской церкви).
Первые годы жизни мальчик провёл в Подгорном.
В 1937 году семья Жигулиных переехала в Воронеж, где Анатолий пошёл в школу.
В доме деда, в Воронеже, где семья жила с 1937 года, уцелела библиотека семьи Раевских, в том числе и фамильные альбомы нескольких поколений.
Воронеж и область в течение 8-ми месяцев были во фронтовой зоне. По малолетству Анатолий полной чашей испил голод и лишения войны и жизнь в полуразрушенном городе в послевоенное время. Позднее тема родного города, детства и войны отчётливо зазвучит в творчестве Жигулина.

## Подпольная организация и арест
В 1947 году Анатолий и несколько его друзей-одноклассников создали «Коммунистическую партию молодёжи» — подпольную организацию, целью которой молодые люди видели борьбу за возврат советского государства к «ленинским принципам». Программа данной организации содержала секретный пункт о возможности насильственного смещения И. В. Сталина и его окружения с занимаемых постов.

В Программе КПМ содержался секретный пункт о возможности насильственного смещения И. В. Сталина и его окружения с занимаемых постов. Это, конечно, был юношеский максимализм, но возник он не беспричинно. «Великий вождь и учитель всех народов» был тираном. Это ощущали наши не привыкшие ко лжи сердца.
— «Чёрные камни», глава «Последнее совещание», издательство «Книжная палата», 1989 год, страница 45
Вскоре организация насчитывала порядка 60 человек. В 1948 году Анатолий стал членом политбюро КПМ.
Весной 1949 в воронежской газете появляется первая публикация. Толе Жигулину было 19 лет, и он собирался поступать в Лесотехнический институт. Отлично учившийся юноша любил и технику, и природу… Однако тщательная конспирация не спасла членов КПМ от раскрытия их «заговора» и последующего преследования. В сентябре 1949 года, когда члены КПМ из школьников превратились в студентов, начались аресты. Всего было арестовано примерно 30 человек, то есть половина от общего числа членов КПМ. В числе арестованных оказался и Анатолий. Арестованных содержали в здании № 39, находящемся на улице Володарского.
24 июня 1950 года решением «Особого совещания при МГБ СССР» Жигулин был приговорён к 10 годам лагерей.
В сентябре 1950 — августе 1951 Жигулин отбывал наказание в Тайшете (Иркутская область), работал на лесоповале.
После этого он был отправлен на Колыму, где провёл три каторжных года. Здесь он стал свидетелем завершения «Сучьей войны» и празднования смерти Сталина:

«… мы отпраздновали смерть Сталина. Уже первое сообщение о болезни всех обрадовало. А когда заиграла траурная музыка, наступила всеобщая, необыкновенная радость. Все обнимали и целовали друг друга, как на пасху. И на бараках появились флаги. Красные советские флаги, но без траурных лент. Их было много, и они дерзко и весело трепетали на ветру. Забавно, что и русские харбинцы кое-где вывесили флаг — дореволюционный русский, бело-сине-красный. И где только материя и краски взялись? Красного-то было много в КВЧ».
— «Чёрные камни», глава «Побег»
Вместе с тремя сообщниками совершил побег. При преследовании все они были расстреляны, в живых остался только Жигулин, получивший пулевые ранения в локтевой сустав и по касательной в голову.
В 1955 году Анатолий Жигулин освобождён по амнистии, в 1956 году полностью реабилитирован.

## На свободе. Путь в литературе
В 1960 году А. Жигулин окончил Воронежский лесотехнический институт (ныне — Воронежская государственная лесотехническая академия). За год до этого в Воронеже вышел первый сборник его стихов — «Огни моего города».
4 ноября 1961 года Жигулин познакомился с Александром Твардовским, который с января 1962 года опубликовал в «Новом мире» несколько подборок стихов поэта.
Принят в Союз писателей СССР в марте 1962 года.
В 1963 году в свет вышел первый «московский» сборник стихов Жигулина — «Рельсы», который собрал множество положительных отзывов критики. В том же году Жигулин поступил на Высшие литературные курсы Союза писателей СССР. С этого времени он стал жить и работать в Москве.
В 1964 году в Воронеже вышла в свет книга стихов поэта «Память», затем в Москве опубликованы его сборники «Избранная лирика» («Молодая гвардия», 1965) и «Полярные цветы» («Советский писатель», 1966).
Окончил высшие литературные курсы в 1965 году.
В последующие годы из печати регулярно выходили сборники стихов Жигулина — «Прозрачные дни» (1970), «Соловецкая чайка», «Калина красная — калина чёрная» (оба 1979), «Жизнь, нечаянная радость» (1980), «В надежде вечной» (1983). Публиковался в журналах «Юность», «Молодая гвардия», «Новый мир», «Огонёк», «Дон», в сборниках «День поэзии» и других изданиях.
Работал в разных редакциях: «Подъём» (Воронеж), «Литературная газета» (1967), «Дружба народов» (1972—1975).
В 1987 году опубликован цикл стихов поэта «Сгоревшая тетрадь».

Лирика Жигулина рождается из его собственного душевного и жизненного опыта. Две темы варьируются в его творчестве: природа Средней России, Северо-Восточной Сибири и заключение в лагере. При этом он всегда избегает публицистичности. Даже в исполненных боли строках у него преобладает позитивный общий тон и постоянным остаётся стремление преодолевать выпавшие испытания судьбы. Он рассказывает с максимальной точностью о лично пережитом, последовательно развивая свои мысли. Жигулин пользуется в работе записными книжками, окончательные варианты его стихов, благодаря неоднократной переработке, приобретают законченность и цельность, когда нельзя заменить ни одного слова. Его поэзия убеждает простотой и ясностью языка, близостью к природе и нравственно-гуманистической позицией немало пережившего человека.
— Вольфганг Казак
Вёл поэтический семинар в Литературном институте СП СССР (1978—1990 годы, старший преподаватель, доцент).
Прижизненно у Жигулина вышло 27 книг на русском языке, а также большое количество книг, переведённых на многие языки мира.
Ряд песен на стихи Жигулина написали авторы-исполнители — Сергей Никитин, Александр Дулов, Сергей Круль, Анатолий Колмыков, Александр Васин и другие.
Был награждён орденом «Знак Почёта» (28 февраля 1980).

## «Чёрные камни»
В 1988 году в 7 и 8 номерах журнала «Знамя» вышла в свет автобиографическая повесть Жигулина «Чёрные камни», вызвавшая большой общественный резонанс. В книге он рассказывал о своей семье, о детстве и юности, но подробнее всего — о подпольной организации «Коммунистическая партия молодёжи» (КПМ), "действовавшей в Воронеже один неполный год — с октября 1948-го по август 1949 года», об аресте её участников и о жизни в заключении. Повествование сопровождается стихами самого Жигулина, написанными в те годы.

### Издания автобиографической повести Жигулина «Чёрные камни»
Жигулин А. В. Чёрные камни. Автобиографическая повесть. — М. : Московский рабочий, 1989.
Чёрные камни. — М., «Кн. палата», 1989;
Чёрные камни. Дополненное издание. Урановая удочка. Стихотворения. — М., «Культура», 1996.
Всего, считая зарубежные переводы, «Чёрные камни» изданы 14 раз.

## Семья
Женился в 1963 году —  жена: Ирина Викторовна Жигулина (Неустроева) (1932 — 2013)
Сын — Владимир (1964—2009).

## Последние годы
В последние годы жизни Анатолий Владимирович стал лауреатом Пушкинской премии РФ в области поэзии (1996), лауреатом литературной премии «Венец» за книгу прозы «Чёрные камни» (1999).
В июле 2000 года поэт закончил составление нового сборника — «Стихотворения», вышедшего небольшим тиражом уже после его смерти.
Умер 6 августа 2000 года в Москве, на 71-м году жизни.
Похоронен в Москве на Троекуровском кладбище.
14 мая 2002 года в Воронеже на доме, где жил поэт (ул. Студенческая, 32), установлена мемориальная доска.

## Архив Жигулина
В 2011 году Ирина Жигулина подарила большую часть семейной библиотеки и писательского архива покойного мужа городу Воронежу. Книги были переданы в Воронежскую областную универсальную библиотеку имени И. С. Никитина. Первичную обработку архива провёл библиограф и литературовед Олег Ласунский, друг писателя. Материалы Жигулинского архива хранятся в Воронежском областном государственном архиве.

## Память
- В 2001 году вышла книга «Анатолий Жигулин. Далёкий колокол» с основным массивом творчества Анатолия Владимировича. В книгу вошли статьи, воспоминания о Жигулине, а также письма читателей поэту.
- С 2001 года имя поэта носит улица в Железнодорожном районе Воронежа.
- Библиотека семейного чтения № 9 в Воронеже носит имя Анатолия Жигулина[8].
- 2010 год в Воронеже и Воронежской области объявлен годом Анатолия Владимировича Жигулина. Инициаторами стали управление культуры администрации Воронежа и литературная общественность. В этот год ему исполнилось бы 80 лет[8].

Мемориальная доска в Воронеже

- На доме, где жил поэт до отъезда в Москву (г. Воронеж, ул. Студенческая, 32), 14 мая 2002 года была откpыта мемоpиальная доска.
- В Тайшете, на Привокзальной площади установлена мемориальная доска в память об Анатолии Жигулине.
- 14 апреля 2011 года в Воронежской городской библиотеке № 9, носящей имя А. В. Жигулина, состоялась презентация книги «Жигулинский век», написанной воронежским журналистом Владимиром Колобовым. Книга посвящена событиям, разыгравшимся в 1988 году в связи с публикацией повести «Чёрные камни»[9].
- 21 января 2015 года в литературном музее им. И. С. Никитина состоялось открытие передвижной выставки, посвящённой 85-летию поэта и писателя.